# Siniawino (okręg miejski Jantarnego)
Siniawino (ros. Синявино) – osiedle w Rosji, w obwodzie królewieckim, w okręgu miejskim Jantarnego. W 2010 liczyło 307 mieszkańców.